# Pérdida de retorno
Se denomina pérdida de retorno de una señal, a la potencia que pierde en un punto de su trayectoria debido a la reflexión de una parte de la potencia original. Es un parámetro muy usado en circuitos de radiofrecuencia y antenas. Se define como la relación, en decibelios, entre la potencia directa y la potencia reflejada en un punto determinado del mismo. En inglés se emplea el término return loss
{\displaystyle RL(\mathrm {dB} )=10\log _{10}{P_{\mathrm {i} } \over P_{\mathrm {r} }}}
Donde  RL  (dB) es la pérdida de retorno en dB,  P  i  es la potencia incidente y  P   r  es la potencia reflejada.
La pérdida de retorno se relaciona por tanto con la razón de onda estacionaria (ROE) y con el coeficiente de reflexión (Γ).
- Datos: Q3933836